# SANAE-IV-Station
Koordinaten: 71° 40′ 0″ S, 2° 51′ 0″ W

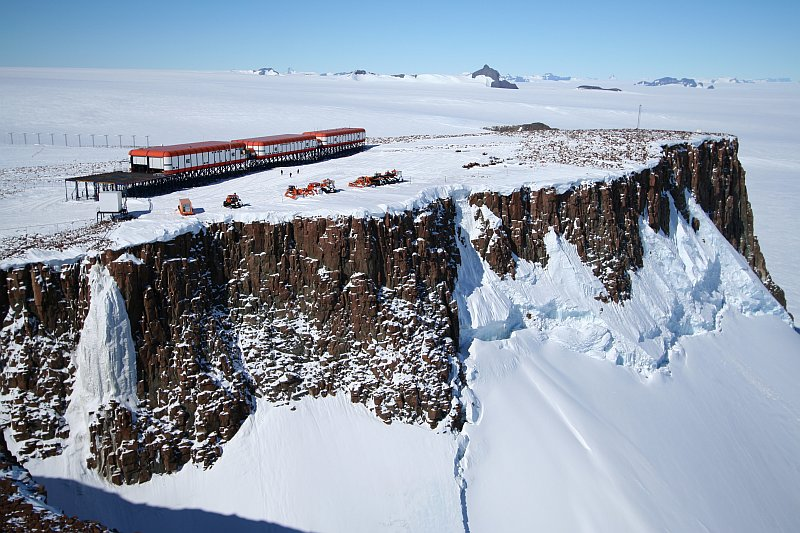
Die SANAE-IV-Station

Die Republik Südafrika unterhält im Rahmen seines Antarktisforschungsprogrammes South African National Antarctic Programme (SANAP) an der Küste der Antarktis die SANAE-IV-Station.
Wie alle anderen auf Eis gebauten Stationen mussten ihre Vorgänger aufgrund der Eisbewegung in regelmäßigen Abständen erneuert werden. Die erste Station (SANAE I) wurde 1962 in der Nähe der damaligen norwegischen Station Maudheim gebaut; sie war eine einfache Holzhütte und diente als Versorgungsbasis für das 350 km südlich gelegene Lager in den Borga-Bergen von 1969 bis 1976. 1971 wurde sie durch SANAE II ersetzt. Bei der 1979 erbauten SANAE III wurden erstmals Stahlrohre zur Stabilisierung eingesetzt. SANAE III diente als Versorgungsbasis für das Expeditionslager „Sarie Marais“ in den 200 km entfernten Grunehogna-Bergen. 
Die aktuelle Basis SANAE IV wurde unter Einhaltung des Madrider Protokolls von 1991 in vierjähriger Bauzeit am Vesleskarvet errichtet und besteht aus drei aus Stahl erbauten Gebäudeblöcken mit insgesamt 3300 m² Fläche. Seit ihrer Fertigstellung 1997 überwintern hier südafrikanische Forschungsteams. Die Überwinterungsbesatzungen bestehen aus neun Personen, während die Besatzungszahl in den Sommermonaten deutlich größer ist. Sanae IV liegt etwa 225 km südöstlich der Neumayer-Station II. 
Forschungsschwerpunkte sind Ozeanographie, Astronomie, Biologie und Geologie, die vorwiegend im Sommer durchgeführt werden.
- The Southern Hemisphere Auroral Radar Experiment (SHARE) in Zusammenarbeit mit der englischen Halley-Station und der japanischen Syowa-Station
- Antarctic Magnetosphere, Ionosphere Ground-based Observations (AMIGO)
- Antarctic Research on Cosmic Rays (ANOKS)

Die Station dient darüber hinaus als Telemetriestation für den schwedischen Satelliten Astrid 2 und der Sammlung von meteogeologischen Daten und ist Bestandteil des weltweiten Netzwerkes von International GPS Service.
Die Versorgung der Station erfolgt über den Eisbrecher S. A. Agulhas II. Leichte Waren und Personen werden mit Oryx-Hubschraubern vom Schiff zur Station geflogen, während schwere Lasten und Diesel mit Raupenfahrzeugen (Caterpillar Challenger) in 14 Stunden über die 160 km lange Strecke gezogen werden.